# Tir als Jocs Olímpics d'estiu de 1920 - Pistola militar, 30 metres per equips
La competició de pistola militar, 30 metres per equips va ser una de les vint-i-una proves del programa de Tir dels Jocs Olímpics d'Anvers de 1920. Es disputà el 3 d'agost de 1920 i hi van prendre part 45 tiradors procedents de 9 nacions diferents.

## Medallistes
| Or                                                                                    | Plata | Bronze                                                                                 |
| Estats UnitsKarl Frederick · Louis Harant · Michael Kelly · Alfred Lane · James Snook | Grècia Geórgios Moraitinis · Iason Sappas · Alexandros Theofilakis · Ioannis Theofilakis · A. Vrasivanopoulos | SuïssaGustave Amoudruz · Hans Egli · Domenico Giambonini · Joseph Jehle · Fritz Zulauf |

## Resultats
La suma dels resultats dels cinc tiradors de cada equip és la que determina el resultat final. La puntuació màxima possible era de 1.500 punts. Guilherme Paraense guanyà la primera medalla d'or de la història pel Brasil.
| Pos. | Nació        | Tirador                | Punts       | Punts  |
| Pos. | Nació        | Tirador                | Individuals | Totals |
| ---- | ------------ | ---------------------- | ----------- | ------ |
| 1    | Estats Units | Louis Harant           | 268         | 1.310  |
| 1    | Estats Units | Alfred Lane            | 263         | 1.310  |
| 1    | Estats Units | Karl Frederick         | 262         | 1.310  |
| 1    | Estats Units | James Snook            | 261         | 1.310  |
| 1    | Estats Units | Michael Kelly          | 256         | 1.310  |
| 2    | Grècia       | Alexandros Theofilakis | 264         | 1.285  |
| 2    | Grècia       | Ioannis Theofilakis    | 258         | 1.285  |
| 2    | Grècia       | Geórgios Moraitinis    | 258         | 1.285  |
| 2    | Grècia       | A. Vrasivanopoulos     | 254         | 1.285  |
| 2    | Grècia       | Iason Sappas           | 251         | 1.285  |
| 3    | Suïssa       | Fritz Zulauf           | 269         | 1.270  |
| 3    | Suïssa       | Joseph Jehle           | 262         | 1.270  |
| 3    | Suïssa       | Gustave Amoudruz       | 257         | 1.270  |
| 3    | Suïssa       | Hans Egli              | 242         | 1.270  |
| 3    | Suïssa       | Domenico Giambonini    | 240         | 1.270  |
| 4    | Brasil       | Guilherme Paraense     | ND          | 1.261  |
| 4    | Brasil       | Afrânio da Costa       | ND          | 1.261  |
| 4    | Brasil       | Sebastião Wolf         | ND          | 1.261  |
| 4    | Brasil       | Dario Barbosa          | ND          | 1.261  |
| 4    | Brasil       | Fernando Soledade      | ND          | 1.261  |
| 5    | França       | Joseph Pecchia         | ND          | 1.239  |
| 5    | França       | Jules Maujean          | ND          | 1.239  |
| 5    | França       | Léon Johnson           | ND          | 1.239  |
| 5    | França       | Émile Boitout          | ND          | 1.239  |
| 5    | França       | André Regaud           | ND          | 1.239  |
| 6    | Espanya      | José Benito López      | ND          | 1.224  |
| 6    | Espanya      | Lluís Calvet           | ND          | 1.224  |
| 6    | Espanya      | Antonio Bonilla        | ND          | 1.224  |
| 6    | Espanya      | Antonio Vázquez        | ND          | 1.224  |
| 6    | Espanya      | Josep Maria Miró       | ND          | 1.224  |
| 7    | Bèlgica      | Paul Van Asbroeck      | ND          | 1.221  |
| 7    | Bèlgica      | Norbert Van Molle      | ND          | 1.221  |
| 7    | Bèlgica      | Philippe Cammaerts     | ND          | 1.221  |
| 7    | Bèlgica      | Robert Andrieux        | ND          | 1.221  |
| 7    | Bèlgica      | Joseph Bastin          | ND          | 1.221  |
| 7    | Bèlgica      | Léon De Coster         | ND          | 1.221  |
| 8    | Portugal     | Hermínio Rebelo        | ND          | 1.184  |
| 8    | Portugal     | António dos Santos     | ND          | 1.184  |
| 8    | Portugal     | António Ferreira       | ND          | 1.184  |
| 8    | Portugal     | António Martins        | ND          | 1.184  |
| 8    | Portugal     | Dário Cannas           | ND          | 1.184  |
| 9    | Itàlia       | Riccardo Ticchi        | ND          | 1.121  |
| 9    | Itàlia       | Alfredo Galli          | ND          | 1.121  |
| 9    | Itàlia       | Roberto Preda          | ND          | 1.121  |
| 9    | Itàlia       | Giancarlo Boriani      | ND          | 1.121  |
| 9    | Itàlia       | Raffaele Frasca        | ND          | 1.121  |